# Мијајло Вучинић
Мијајло (Михајло) Нишин Вучинић (Пипери, 1834—Цетиње, 1910) је био барјактар, перјаник, војвода, дивизијар, гувернер, судија. и посланик прве Црногорске скупштине.

## Биографија
Мијајло је рођен као прво дијете Нише, перјаника владике Рада. Већ као седамнаестогодишњак Мијајло се истиче у борби против Турака. Са навршених двадесет година, кнез Данило га је именовао за барјактара пиперске и братоношке гардијске чете. Потом кнез Никола, дотадашњег барјактара и гардисту именује за перјаника, а потом у његовој тридесет петој години и за команданта пиперског батаљона.
Учествовао је са својом војском у бојевима на Грахову, Вучјем долу, Тријепчу и Фундини, као и другим, на којима је исказао своју ратну способност и јунаштво. Као признање његовог рада, Краљ Никола му додјељује највећи чин у војсци, дивизијара.
Исказао се и као способан политичар који је обављао функцију Војводе Пиперског, а био је и посланик прве Црногорске скупштине.
Био је посвећен своме народу и држави. 
Имао је два брата: Пука Вучинића и Вула Вучинића и двије сестре. Био је ожењен Марицом Марковић из Пипера. Имао је пет синова: Ђуро Вучинић, Милутин Вучинић, Милош Вучинић, Јован Вучинић и Никица Вучинић и три ћерке: Видна Вучинић, Мила Вучинић, Стана Вучинић.

## Занимљивости
Мијајло је предсједавао Војним судом у поступку који је познат као Колашински процес 1909. године.
Пипери под командом Мијајла су први умарширали у тада тек ослобођену Подгорицу. Мијајло је касније био и гувернер Подгорице.
Бригада под командом Мијајла Нишина је на Вучјем долу ухватила Осман-пашу.